# Marko Simonović
Marko Simonović (em cirílico sérvio: Марко Симоновић, Pristina, 30 de maio de 1986) é um ex-jogador e atual treinador sérvio de basquete profissional que atualmente é o técnico principal do KKK Radnički da Liga Sérvia de Basquetebol (KLS).
Como jogador, ele representou a Seleção Sérvia em competições internacionais e ganhou a medalha de prata na Copa do Mundo de 2014 e nos Jogos Olímpicos de 2016.

## Carreira profissional
Simonović começou sua carreira profissional em 2003 com o Lavovi 063, onde permaneceu por duas temporadas. Em 2005, mudou-se para o Ergonom. Em 2006, transferiu-se para o time belga Oostende, mas ficou lá por apenas meia temporada. No verão de 2006, ele assinou com o time sérvio Hemofarm, permanecendo com eles até o verão de 2008. Em seguida, foi para o time montenegrino Budućnost , onde ficou por três temporadas completas. Com eles, conquistou o título da Liga Montenegrina e da Copa Montenegrina por três vezes consecutivas, de 2009 a 2011.
Em 18 de julho de 2011, Simonović assinou um contrato com o time alemão Alba Berlin. Durante a temporada, ele teve médias de 6,7 pontos e 2,6 rebotes na Liga Alemã. No verão de 2012, ele assinou com o Estrela Vermelha. Após a aposentadoria da lenda do clube Igor Rakočević em 2013, Simonović tornou-se o próximo capitão da equipe. Em sua primeira temporada na EuroLeague, ele teve médias de 4,8 pontos e 2,9 rebotes.
Em agosto de 2014, ele assinou com o time francês Élan Béarnais Pau-Orthez. Em 30 de setembro, em um jogo da Copa da França contra o Orléans Loiret Basket, Simonović acertou um arremesso de três pontos no último segundo para vencer o jogo por 72–70. Ele liderou sua equipe em pontuação com 27 pontos, além de registrar 9 roubos de bola, 5 assistências e 4 rebotes. Em 21 de abril de 2015, teve seu melhor jogo desde que chegou ao clube, marcando o recorde da temporada com 31 pontos, apesar da derrota por 89–96 para o Limoges CSP. O Pau-Orthez terminou a temporada na Liga Francesa em 13º lugar. Em 26 jogos disputados, Simonović teve médias de 13,4 pontos e 3 rebotes, com 39,6% de aproveitamento nos arremessos de quadra. Ele também marcou 20 ou mais pontos em quatro ocasiões durante a temporada.
Em 30 de setembro de 2015, assinou um contrato de curto prazo com o Estrela Vermelha. Em 19 de novembro de 2015, ele renovou com o clube até o final da temporada. Em 10 de julho de 2016, assinou novamente com a equipe até o fim da temporada de 2017–18.
Em 4 de julho de 2017, Simonović assinou com o clube russo Zenit São Petersburgo. Em 14 de julho de 2019, ele deixou o clube.
Em 18 de julho de 2019, assinou um contrato de dois anos com o clube esloveno Cedevita Olimpija. Em 13 de julho de 2020, assinou um acordo de dois anos com seu antigo time, Estrela Vermelha. Em 15 de novembro de 2020, Simonović registrou seu 300ª jogo pela equipe. Ele se aposentou em julho de 2022.

## Carreira pela seleção
Simonović foi membro da Seleção Sérvia de Basquetebol que conquistou a medalha de prata na Copa do Mundo de 2014, sob o comando do técnico Aleksandar Đorđević, e depois disso integrou a equipe olímpica que também ganhou a medalha de prata nas Olimpíadas de Verão de 2016, novamente sob a liderança de Đorđević.
Ele também representou a Sérvia no EuroBasket de 2015. Na primeira fase do torneio, a Sérvia dominou o competitivo Grupo B com um recorde de 5-0, eliminando posteriormente Finlândia e República Tcheca nas oitavas de final e quartas de final, respectivamente. No entanto, foram derrotados na semifinal pela Lituânia por 67–64 e, eventualmente, perderam para a equipe anfitriã, França, na disputa pela medalha de bronze, por 81–68. Simonović foi utilizado principalmente como especialista em arremessos de três pontos e tarefas defensivas; ele teve médias de 2,3 pontos e 2,0 rebotes, com 30,8% de aproveitamento nos arremessos de três pontos.
Na Copa do Mundo de 2019, a Sérvia foi considerada favorita para conquistar o troféu, mas acabou sendo surpreendida nas quartas de final pela Argentina. Com vitórias sobre os Estados Unidos e a República Tcheca, terminou em quinto lugar. Simonović teve médias de 3 pontos e 1,6 rebotes em 7 jogos do torneio. Em setembro de 2019, Simonović anunciou sua aposentadoria da seleção.
No entanto, em fevereiro de 2020, Simonović foi convidado pelo novo técnico Igor Kokoškov para se juntar à seleção durante as partidas de qualificação para o EuroBasket de 2021 contra Finlândia e Geórgia.

## Carreira como treinador
Após sua aposentadoria como jogador, o Estrela Vermelha contratou Simonović como novo assistente técnico de Vladimir Jovanović. Em 19 de novembro de 2022, o clube se desligou dele após a saída de Jovanović.
Em 18 de dezembro de 2023, o SPD Radnički contratou Simonović como seu novo treinador principal.

## Controvérsia
Em 21 de junho de 2014, o capitão do Estrela Vermelha, Simonović, esteve envolvido em um incidente bizarro após a vitória do Partizan no jogo 4 das finais dos playoffs da Liga Sérvia, conquistando seu 13º título consecutivo da liga.
A derrota em casa foi um golpe duro para a equipe do Estrela Vermelha, considerada por grande parte da mídia sérvia e pelos torcedores como favorita ao título, capaz de finalmente acabar com a dominação de 12 anos do Partizan na liga nacional. No entanto, o Partizan, que já liderava a série melhor de cinco por 2-1, conseguiu uma memorável vitória fora de casa na prorrogação, impulsionada pelos 36 pontos de Bogdan Bogdanović, assegurando seu 13º título sérvio consecutivo.
Decepcionados e amargurados por mais uma falha em conquistar a Liga Sérvia, membros do grupo ultra de torcedores do Estrela Vermelha, Delije, decidiram interromper a cerimônia de entrega do troféu de campeão ao invadir a quadra, pegar o troféu exposto e levá-lo de volta para as arquibancadas, entre uma multidão de outros torcedores ultras. Logo depois, Simonović foi visto entrando nessa multidão de torcedores ao subir nas arquibancadas, onde ergueu o troféu apreendido, um ato recebido com grande aprovação dos torcedores presentes, que imediatamente explodiram em aplausos e cânticos. Muitos outros na arena expressaram desaprovação visível, entre eles aparentemente até alguns jogadores do Estrela Vermelha, que se viraram e começaram a deixar a quadra.

Como o troféu foi fisicamente danificado no processo, a cerimônia de entrega do troféu de campeão acabou sendo realizada com uma réplica menor apresentada aos jogadores e à equipe do Partizan. Simonović mais tarde negou ter tentado ofender alguém com suas ações, afirmando que entrou nas arquibancadas a pedido do delegado do jogo, que lhe pediu para tentar devolver o troféu à quadra.